# Число Екмана
Число́ Е́кмана ({\displaystyle Ek}) — характеристичне число та критерій подібності у гідродинаміці, яке дорівнює відношенню сили внутрішнього тертя у рідині до сили Коріоліса. Це число є безрозмірнісною величиною. Критерій подібності названо на честь шведського океанолога Вагна Вальфріда Екмана.
Число Екмана визначається за формулами:
{\displaystyle \mathrm {Ek} \,={\frac {\nu }{f\,L^{2}}}={\frac {\nu }{2\,\Omega \,L^{2}\,sin\varphi }}},
де
{\displaystyle f\,=2\,\Omega \,sin\varphi } — частота (параметр) Коріоліса;
{\displaystyle \nu } — кінематична в'язкість;
{\displaystyle \Omega } — кутова швидкість обертання Землі;
{\displaystyle \varphi } — широта;
{\displaystyle L} — характеристична довжина.
Число Екмана можна виразити як відношення числа Россбі до числа Рейнольдса:
{\displaystyle \mathrm {Ek} ={\frac {\mathrm {Ro} }{\mathrm {Re} }}.}